# Ornitofobia
Ornitofobia es un tipo de fobia específica, que consiste en un miedo anormal e irracional hacia las aves. El origen de la palabra es griego, donde ornito viene de ὄρνιθος que significa aves , y fobia viene de Φόϐος que significa miedo. El miedo a las aves  no es poco común, y se deriva de la imagen amenazante y más oscura de algunas aves de presa. Algunas personas pueden temer solo a aves depredadoras, tales como buitres, búhos y lechuzas, mientras que otros incluso tendrán temor de animales domésticos tales como periquitos y pájaros pequeños.
Los que sufren de esta fobia pueden tener miedo de que serán atacados por un ave o pueden simplemente estar muy incómodos alrededor de ellas. Ellos usualmente tendrían miedo de sus alas revoloteando, la forma en que se mueven, la manera en que sin temor vuelan hasta la gente esperando por comida, la textura de las plumas, el miedo a las enfermedades o cualquier combinación de estas. Las aves pueden también ser ruidosas, grandes y amenazantes, y pueden demostrar poco temor hacia los humanos.
La fobia en sí misma causa palpitaciones cardíacas, sudor, nerviosismo, y comportamiento evasivo en aquellos que la sufren. Sin tratamiento la fobia se puede volver una limitante de vida. El miedo a las aves ha sido documentado en películas y en poesía.

## Causa

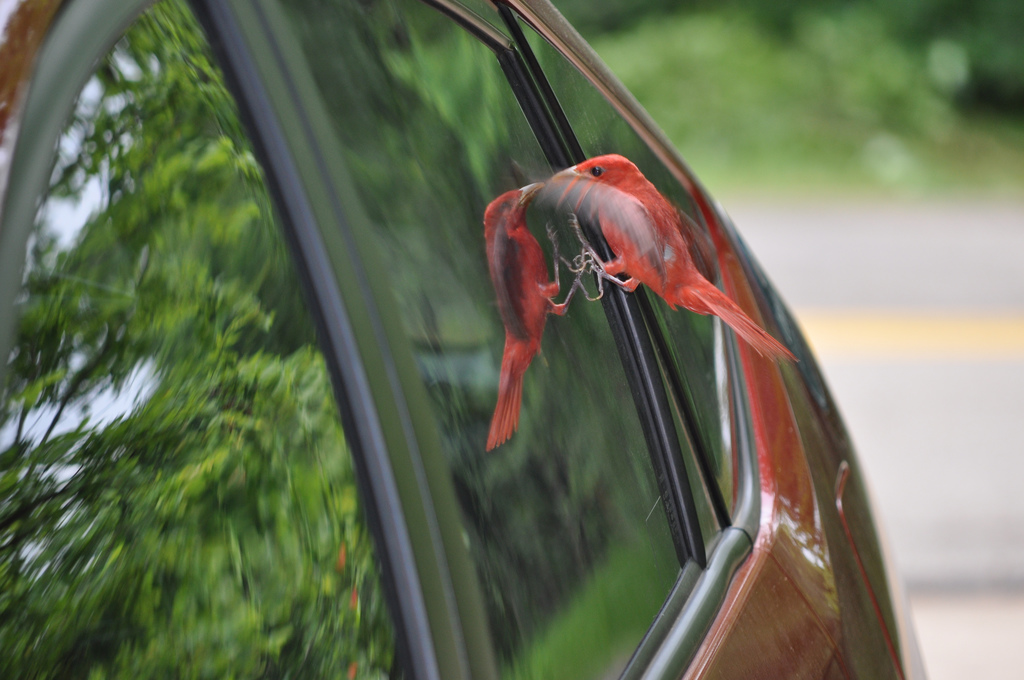
Una tángara roja atacando el reflejo de su propia imagen en la ventanilla de un coche.

Como todas las fobias animales, la ornitofobia es comúnmente causada por un encuentro negativo con el animal temido. Muchas aves pueden ser algo agresivas al cazar por comida, y los roces en la niñez con palomas o gaviotas cuando roban refrigerios son comunes. Muchas personas, ya sea que tengan o no tengan una fobia desarrollada, son precavidas de comer bocadillos en áreas con grandes poblaciones de aves. Las aves en ocasiones vuelan a través de ventanas abiertas o bajan por chimeneas, causando un alboroto en el hogar. Si una persona se encuentra nerviosa en tales encuentros, podría ser suficiente para desencadenar una fobia.

### Folclore
Durante siglos, se ha creído que un cuervo simboliza la mente subconsciente y evoca sentimientos de dolor y miseria, y la muerte parece evidente en su forma negra y su inmutable mirada. Las aves como los cuervos son conocidas por su imagen macabra, y pueden causar el temor hacia las aves en humanos. Muchas aves como los buitres son símbolos poderosos de muerte. Desde grandes gaviotas que se acumulan en el cielo y caen en picada repentinamente, hasta halcones, con sus ojos de depredador, pueden causar temor y ansiedad en seres humanos.

## Síntomas
La ornitofobia puede causar los siguientes síntomas: dificultar para respirar, mareo, sudoración excesiva, náusea, sequedad en la boca, malestar, temblor, palpitaciones del corazón, inhabilidad para hablar o pensar claramente, miedo a morir, volverse loco o perder el control, o un desarrollado ataque de ansiedad. Cuando es forzada a confrontar a un ave, una persona podría sacudirse, llorar, o incluso paralizarse en su lugar. Puede entonces huir o intentar esconderse. También puede experimentar ansiedad anticipatoria en los días previos de una probable confrontación con aves. En los individuos con la fobia, la visión de un cielo gris lleno con aves que graznan puede ser aterradora.
La mayoría de las fobias desatan síntomas de ataques de pánico en los aquejados, y esto también ocurre con la ornitofobia. Las personas que se agitan cuando las aves están cerca tienden a alejarse de las situaciones en donde estén presentes. Como sucede con muchas fobias animales, tan solo la visión o el sonido de las aves (o incluso una fotografía de una ave) puede aterrar a la gente con esta condición. Puede ser también un miedo a ser atacado por aves, aunque esto raramente sucede.

## Efectos en la vida

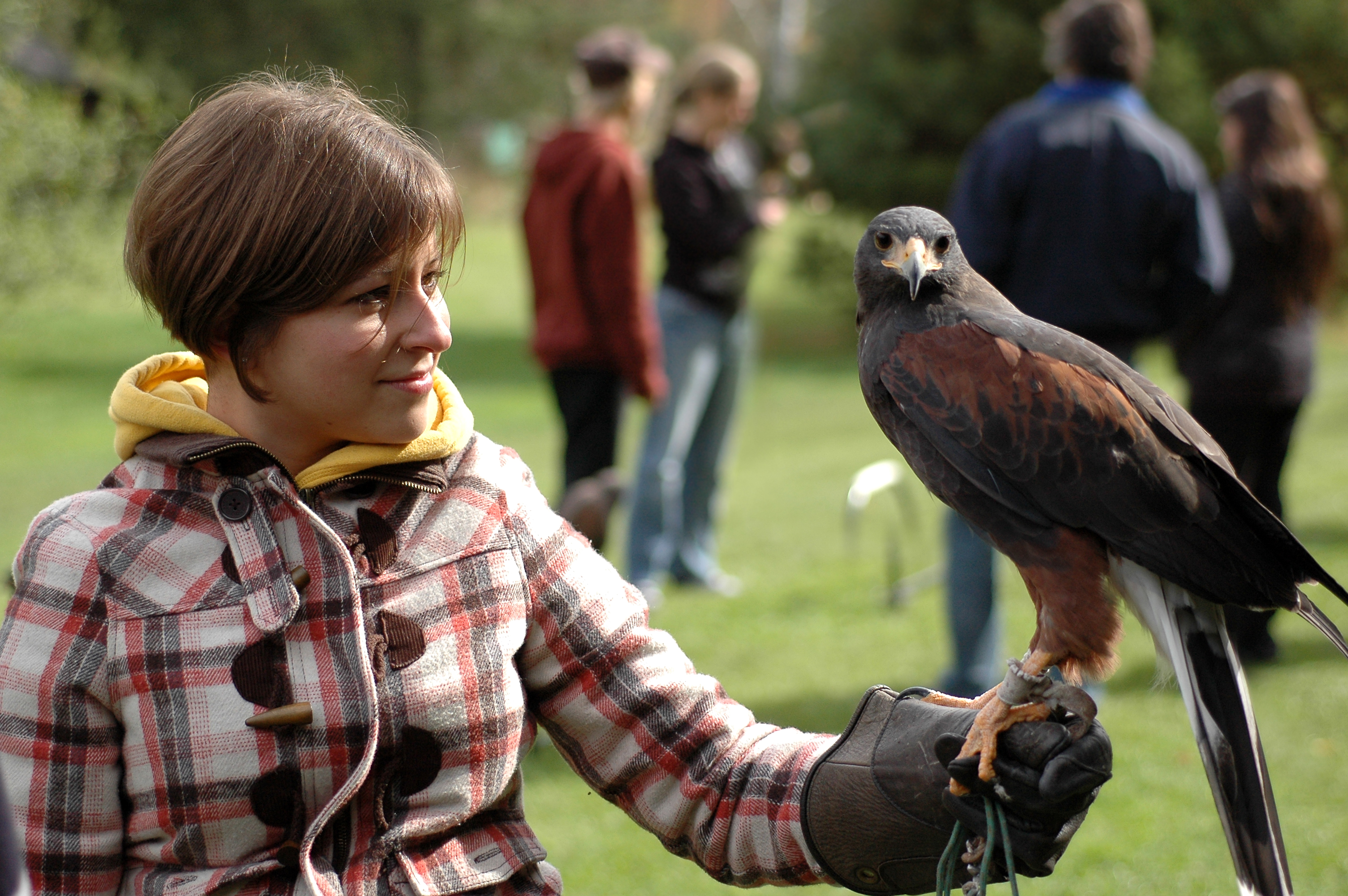
Una mujer sostiene un gavilán rabiblanco en una exhibicíón de cetrería.

Las aves están muy extendidas por el mundo. Sería casi imposible estar un día entero sin tener un solo encuentro con algún tipo de ave. Existen más de 10 000 especies alrededor del mundo, existen en cada continente, evolucionaron de los dinosaurios y algunas tienen una esperanza de vida tan larga como el humano promedio. De esta forma, no es poco común para aquellas personas con ornitofobia restringir gradualmente sus actividades. Pueden evitar los picnics y otras actividades en el exterior. Pueden volverse incapaces de visitar tiendas de mascotas. Con el tiempo, la ornitofobia sin tratamiento puede eventualmente llevar a las personas a padecer de agorafobia, al temer dejar la casa por miedo a confrontar un ave.
La ciudad puede ser un lugar aterrador con las gaviotas esperando en las líneas de electricidad, y buscando comida descartada y migajas de pan de aquellos que disfrutan de alimentarlas. Parques y plazas pueden ser lugares comunes donde se experimenta el miedo a las aves, y los que sufren de esta fobia harán lo posible para evitar estos lugares. Pájaros, especialmente palomas, son un objeto común de los temores fóbicos. Esto es un gran problema para las personas afectadas, debido a que las aves tienen una gran movilidad, y aunque rara vez entran a un edificio excepto por accidente, pueden aparecer casi en cualquier lugar al aire libre en cualquier ocasión. La gente con fobias severas sobre las aves puede encontrarse a sí misma confinada en su hogar, temerosa incluso de abrir una ventana o una puerta, en caso de que un ave se abatiera.

## Tratamiento

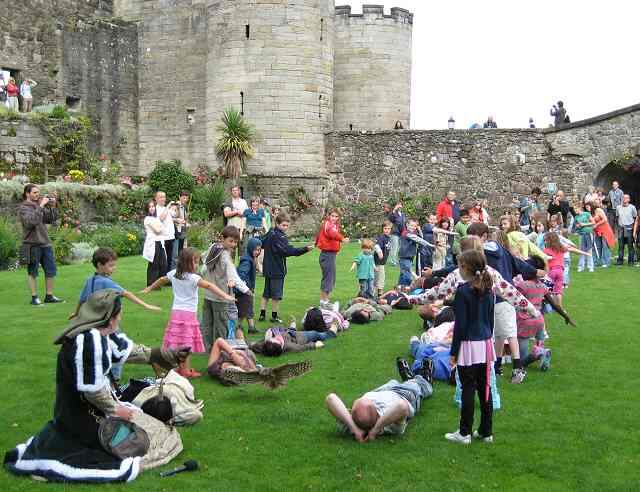
Un búho vuela entre un grupo de niños en una exhibición de cetrería.

La ornitofobia puede responder bien a técnicas de terapia cognitivo-conductual. Un terapeuta entrenado ayudará al paciente a confrontar su miedo, reemplazando sus pensamientos negativos con pensamientos afirmativos más positivos. Se le brindará de técnicas de relajación para utilizar cuando su nivel de ansiedad aumente al encontrarse con un ave. La desensibilización sistemática puede ser útil, en la cual la persona que padece de la fobia es gradualmente expuesta a aves, poniéndola en contacto lentamente con aves seguras y mansas.
Si la fobia es severa, la hipnosis y/o medicamentos pueden ser utilizados para ayudar en la terapia. 
La psicoterapia, los antidepresivos, y la hipnoterapia pueden ser utilizados para tratar el miedo excesivo y la ansiedad. Llegar a la raíz de la fobia es el primer paso para determinar el curso de un tratamiento. Si una persona que sufre de esta fobia ha tenido una interacción traumática con las aves, necesitará hablar acerca de sus miedos con el terapeuta para liberar tensión y obtener una perspectiva.

## En la cultura popular
- La película de terror de Alfred Hitchcock, Los pájaros, es utilizada a veces como un ejemplo de ornitofobia. En la película las aves atacan a los humanos, así que es racional para los humanos tener miedo a las aves. Hitchcock creó una atmósfera de horror e inquietud, ayudada por los aterradores sonidos e imágenes de aves furiosas. La actriz principal Tippi Hedren dijo estar traumatizada por el repetido uso de aves vivas en los "ataques" hacia su personaje.

- El cuervo de Edgar Allan Poe es un poema que evoca la oscura amenaza, y también la belleza sombría y majestuosa del cuervo negro. Se piensa que Poe lo escribió en respuesta al sufrimiento de su propia esposa, quien estuvo aquejada de tuberculosis.

- Lulu de True Jackson, VP es algo temerosa de las aves, volviéndola ornitofóbica. Como le menciona a True en un episodio, "Me ponen los pelos de punta, pero no estoy segura del porqué". En otro episodio, Lulu se asusta cuando un ave aterriza en su cabeza.

- Blue del manga Pocket Monsters Special tiene temor a las aves, como resultado de haber sido secuestrada por un Ho-Oh cuando era pequeña.

- Randy de My Name Is Earl tiene miedo a las aves. En un episodio, Earl trata de ayudar a Randy a superarlo.

- Shale de Dragon Age: Origins sufre de temor a las aves. El golem a veces comenta sobre "aplastar a los viles amigos emplumados" y muestra disgusto cuando Shale y Alistar tienen una conversación sobre comer pollo.

- Mitchell Pritchett de Modern Family siente temor a los pájaros, como se ve en el episodio final de la primera temporada, "Family Portrait" y el episodio inicial de la segunda "The Old Wagon", además del primer episodio de la tercera temporada "Dude Ranch".

- GLaDOS de Portal desarrolla una fobia severa a las aves después de casi ser comida por una en Portal 2 mientras estaba atorada en una batería de patata.

- Sheldon Cooper de The Big Bang Theory lista esta condición como una de sus fobias e incluso discute el tema con una pequeña niña quien comparte este temor en el 13o episodio de la segunda temporada titulado "The Friendship Algorithm". En el episodio 9 de la quinta temporada, "The Ornithophobia Diffusion", la trama del episodio sobre Sheldon se centra alrededor de su confrontación y eventual superación de la ornitofobia.

### Celebridades con la fobia
- Lucille Ball, actriz estadounidense, tenía tanto miedo de las aves que ella una vez removió de su hogar un papel pintado de 90 dólares por rollo cuando descubrió que la impresión contenía imágenes sombreadas de pequeñas aves.[5]

- Eminem, quien teme a los búhos.[6]

- David Beckham.[7]

- Scarlett Johansson.[8]